# Municipio de Big Spring (Ohio)
El municipio de Big Spring (en inglés: Big Spring Township) es un municipio ubicado en el condado de Seneca en el estado estadounidense de Ohio. En el año 2010 tenía una población de 1769 habitantes y una densidad poblacional de 18,75 personas por km².

## Geografía
El municipio de Big Spring se encuentra ubicado en las coordenadas 41°1′58″N 83°21′30″O / 41.03278, -83.35833. Según la Oficina del Censo de los Estados Unidos, el municipio tiene una superficie total de 94.37 km², de la cual 94,32 km² corresponden a tierra firme y (0,05 %) 0,04 km² es agua.

## Demografía
Según el censo de 2010, había 1769 personas residiendo en el municipio de Big Spring. La densidad de población era de 18,75 hab./km². De los 1769 habitantes, el municipio de Big Spring estaba compuesto por el 97,91 % blancos, el 0,11 % eran afroamericanos, el 0,11 % eran amerindios, el 0,06 % eran isleños del Pacífico, el 0,79 % eran de otras razas y el 1,02 % eran de una mezcla de razas. Del total de la población el 1,98 % eran hispanos o latinos de cualquier raza.